# System wyborczy w Niemczech

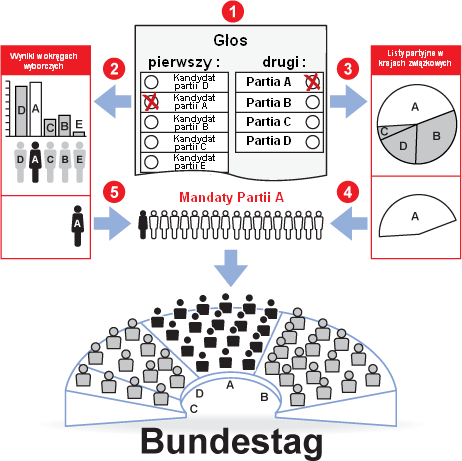

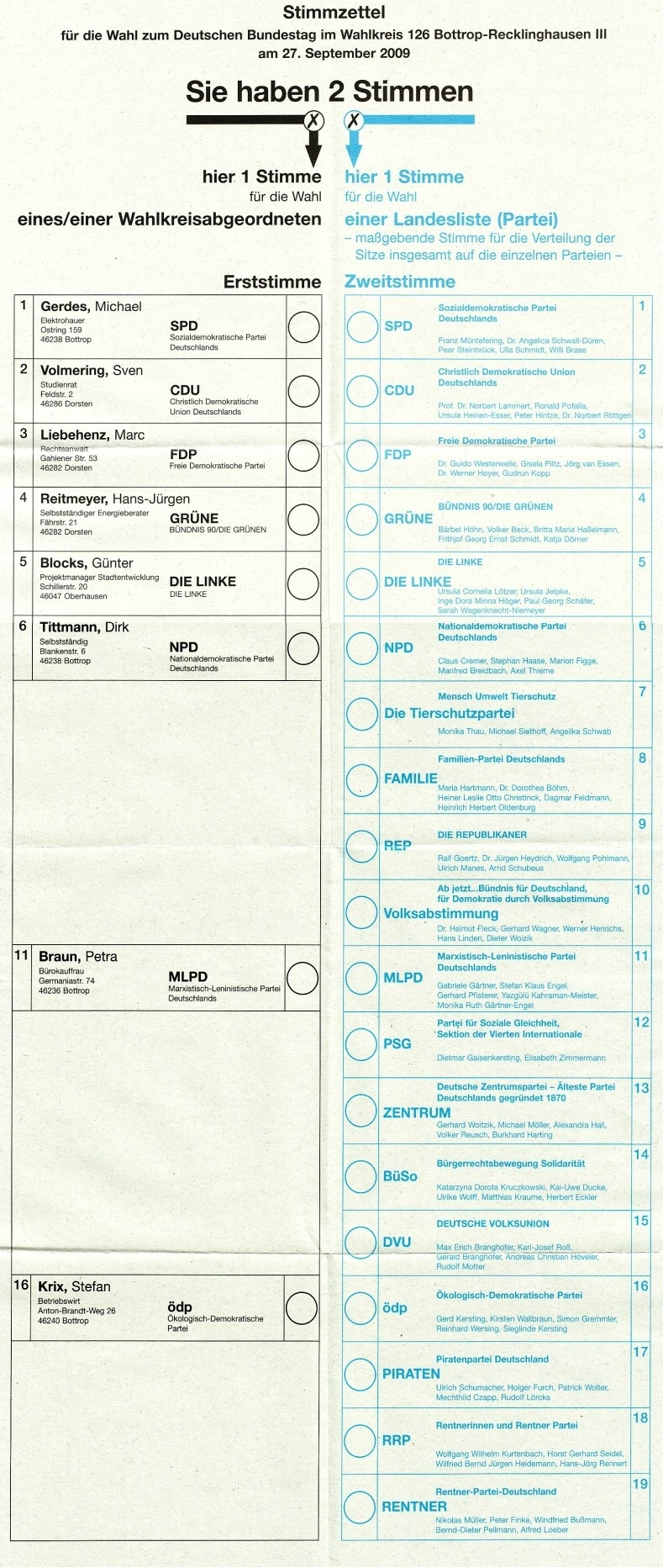
Karta wyborcza do Bundestagu z 2009 r.

System wyborczy Republiki Federalnej Niemiec – uregulowany jest w niemieckiej ordynacji wyborczej do Bundestagu (Bundeswahlgesetz). W Bundestagu zasiada 598 deputowanych (Mitglieder des Deutschen Bundestages – MdB). Art. 38 konstytucji Niemiec (Grundgesetz – GG) opisuje wybory jako powszechne, bezpośrednie, wolne, równe i odbywające się w głosowaniu tajnym.
Wybory do Bundestagu odbywają się co cztery lata, o ile kadencja nie zostanie skrócona. Bierne i czynne prawo wyborcze przysługuje pełnoletnim obywatelom.
Istotną rzeczą jest sposób głosowania. Jest to połączenie systemu większościowego i proporcjonalnego. Połowa deputowanych do Bundestagu wybierana jest w jednomandatowych okręgach wyborczych (w których do uzyskania mandatu wystarcza uzyskanie większości względnej), a druga połowa rozdzielana jest na szczeblu krajowym według systemu proporcjonalnego (klucza partyjnego). „Głos pierwszy” wyborca oddaje na jednego z kandydatów w jednomandatowym okręgu wyborczym, a „głos drugi” na jedną z list wyborczych zgłaszanych w danym landzie.

## Rejestrów wyborców
W Niemczech nie ma centralnego rejestru wyborców i brak jest planów wprowadzenia takiego systemu. Spisy wyborców posiadających czynne prawo wyborcze tworzone są przez gminy.
Zgodnie z niemiecką Federalną Ordynacją Wyborczą (Bundeswahlordnung) każda gmina zobowiązana jest do prowadzenia własnego rejestru wyborców w poszczególnych obwodach wyborczych. Maksymalna liczba wyborców w jednym obwodzie wyborczym nie może przekraczać 2500 mieszkańców. Dane osobowe w rejestrze zawierają nazwisko, imię, datę urodzenia i adres zamieszkania wyborcy. Powyższe dane pobierane są z urzędów meldunkowych.
Rejestry aktualizuje się na 35. dzień przed przewidywaną datą wyborów.